# Movisódio
Movisódio ou Mobisódio é um neologismo que se refere a um episódio de uma série criado especificamente para ser assistido através de um dispositivo Móvel, como telemóvel, PDA, iPod, etc. A palavra é formada pelo portmanteau das palavras Móvel, ou Mobilidade e episódio.
Movisódio é basicamente um episódio produzido para dispositivos móveis, tendo em conta as especificidades deste dispositivos. Habitualmente faz parte de uma série, que se caracteriza por ser desenvolvida especificamente para este meio, sendo distribuida tipicamente de três formas: acesso através de site mobile da série, onde é possível assistir aos conteúdos por streaming, como parte integrante de uma grelha de Mobile TV ou ainda através de download prévio sobre a forma de Video podcast, com o auxílio de programas como o iTunes, ou directamente através do browser.
Embora não existam regras bem definidas, habitualmente os episódios são tipicamente curtos, tendo entre 30 segundos e 5 minutos.
Por vezes estas séries são criadas como complemento a séries de televisão ou séries para a Web, apresentando histórias paralelas ou complementares da história principal, como é exemplo a série Lost: Missing Pieces (em inglês). Este formato é também utilizado para lançar pequenas séries que servem para fazer a ponte entre duas temporadas da mesma série, mantendo o interesse do espectador, ou ainda como conteúdos de acções publicitárias